# Парадокс Каррі
Парадокс Каррі — парадоксальний висновок з висловлювання «Якщо це твердження правдиве, то русалки існують». Замість існування русалок можна робити будь-яку неправдоподібну або помилкову заяву (в англійському оригіналі — існування Санта-Клауса). Хід думок, що веде до парадоксу, побудований таким чином:
- Позначимо через {\displaystyle S} вислів «Якщо {\displaystyle S} правдиве, то русалки існують»;
- Ми не знаємо, чи правдивий вислів {\displaystyle S}. Але якби висловлювання {\displaystyle S} було правдивим, то це тягло б існування русалок;
- Але саме це й стверджується у висловленні {\displaystyle S}, таким чином {\displaystyle S} — правдиве;
- Отже, русалки існують!

Причиною парадоксу Каррі є використання в твердженні неприпустимого посилання на саме себе. У формальних системах доказів парадокс Каррі не виникає, однак деякі дослідники відзначають, що теорему Льоба можна розглядати як результат формалізації міркувань, що аналогічні до парадоксу Каррі, за допомогою нумерації Ґьоделя.
Цей парадокс названо на честь математика Хаскелла Каррі, який його розглядав. Іноді його називають парадоксом Льоба від імені Мартіна Х'юго Льоба.